# المعاصر (الجميمة)

تعديل مصدري - تعديل

المعاصر هي إحدى قرى عزلة الجميمة بمديرية الجميمة التابعة لمحافظة حجة، بلغ تعداد سكانها 17 نسمة حسب تعداد اليمن لعام 2004.